# Beata jubata
Beata jubata är en spindelart som först beskrevs av Koch C.L. 1846.  Beata jubata ingår i släktet Beata och familjen hoppspindlar. Inga underarter finns listade.